# Brush Traction

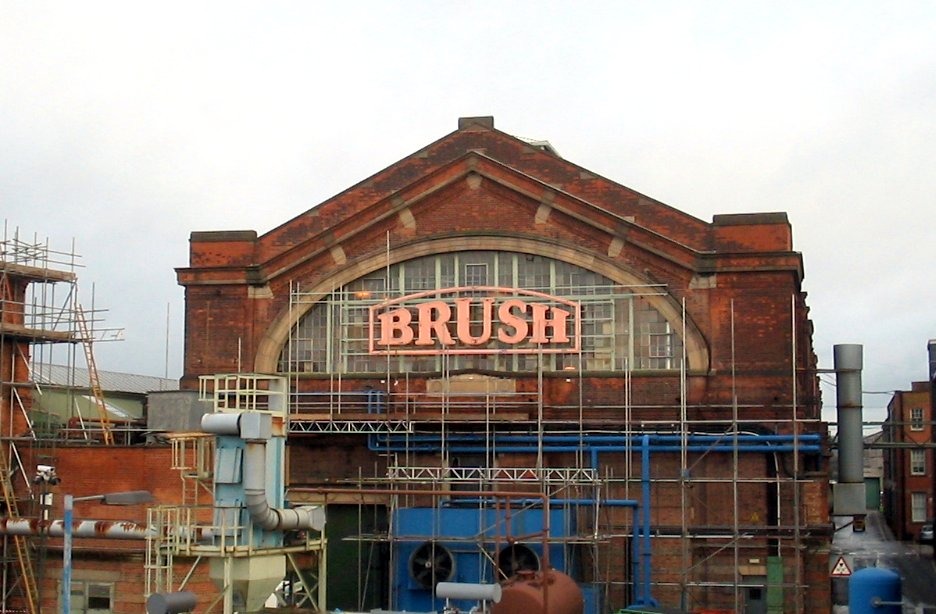
Brush Traction works in Loughborough

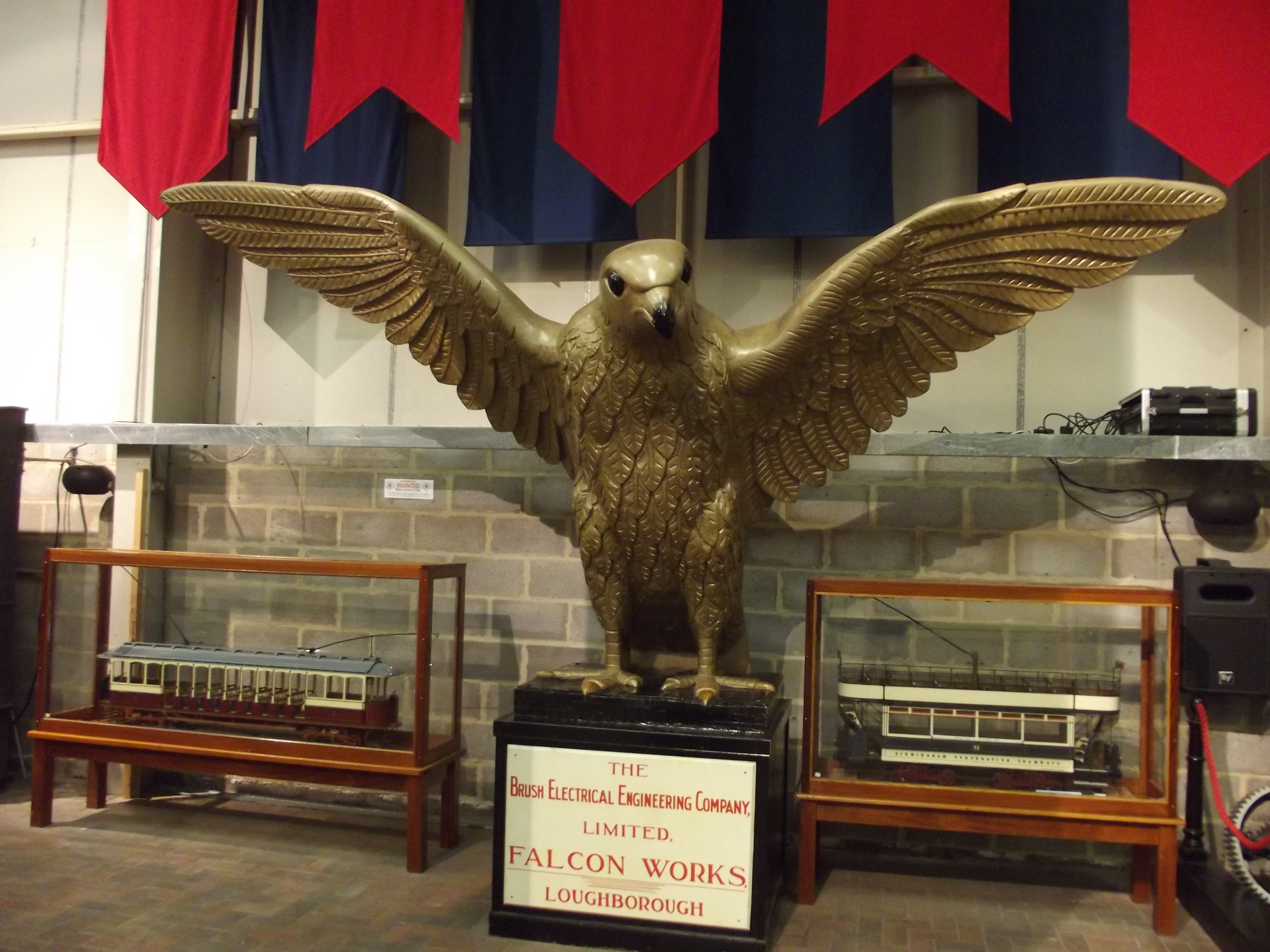
Falken-Skulptur, die ursprünglich auf den Hallen von Brush stand.

Brush Traction Ltd ist ein britischer Hersteller von Lokomotiven und Schienenfahrzeugen aus Loughborough, England, der zur Wabtec Corporation gehört.

## Geschichte

### Henry Hughes
Das Werk am heutigen Standort an der Midland Railway wurde von Henry Hughes gegründet. Der ungefähr 1834 geborene Mühlenbauer, Holzhändler und Ingenieur wird 1855 erstmals als Besitzer der Falcon Works an der Derby Road in Loughborough genannt, die Dreschmaschineen verkauften. Seine Firma hieß offiziell Henry Hughes & Company. 1864 erstand Hughes knapp drei Hektar Land am Ort des heutigen Werks, um die bestehende Fabrik zu erweitern und Kutschen, Wagen und Pferdestraßenbahnwagen zu bauen. Ungefähr 1867 begann Hughes mit dem Bau von Straßenbahnlokomotiven. Die Firma wurde 1877 aufgelöst, war aber ab 1880 als Hughes's Locomotive & Tramway Engine Works wieder im Geschäft. Sinkende Einnahmen und Überkapazitäten während der Großen Depression brachte die Firma in finanzielle Schwierigkeiten und eine neue Firma, die Falcon Motor & Car Works Ltd wurde im Jahre 1882 gegründet. Im Jahre 1885 wurden die ersten Pferdeomnibusse gebaut.

### Anglo-American Brush Electric Light Corporation

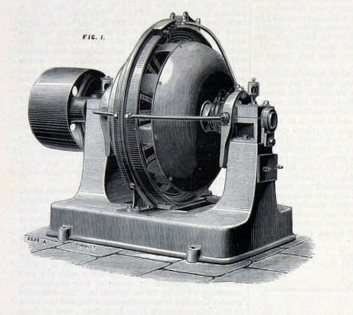
Von Anglo-American Brush gebauter Wechselstromgenerator aus dem Jahre 1888

Die 1879 gegründete Firma Anglo-American Brush Electric Light Corporation in Lambeth, einem Stadtbezirk von London, hatte die Aufgabe, die Erfindungen des Amerikaners Charles Francis Brush kommerziell zu nutzen. Brush entwickelte 1876 seinen ersten elektrischen Generator. Die von ihm in den USA gegründete American Brush Company ging später in General Electric auf.
Die Anglo-American Brush Electric Light Corporation stellte anfänglich nur Beleuchtungsanlagen mit Bogenlampen und Glühlampen her, expandierte aber später in die Gründung von Elektrizitätsgesellschaften in ganz England. Nach einem ersten Aufschwung dieses Geschäftszweiges legte ein 1882 verabschiedetes Gesetz über die Energieversorgung, der Electric Lighting Act, neue und strengere Geschäftsbedingungen fest, so dass eine allgemeine Stagnation in der noch jungen Elektroindustrie eintrat. Entwicklungen im Bereich der Elektrifizierung von Industriebetrieben ließen Anglo-American Brush weiter gedeihen, die nun auch Elektromotoren, Schaltanlagen und kleinere Transformatoren herstellte. Nachdem das Gesetz der Energieversorgung im Jahre 1888 geändert wurde, nahm die Nachfrage nach Beleuchtungsanlagen wieder zu, so dass die Werke in Lambeth zu klein wurden. Anglo-American Brush kaufte deshalb 1889 die Falcon Motor & Car Works in Loughborough und konnte durch den Standortwechsel verschiedene Probleme im alten Werk lösen. So hatte der neu erstandene Betrieb einen eigenen Gleisanschluss, lag in einem Gebiet mit einem tieferen Lohnniveau im Vergleich zum Großraum London und war auch eingerichtet für den Umgang mit größeren Werkstücken.

### Brush Electrical Engineering Company

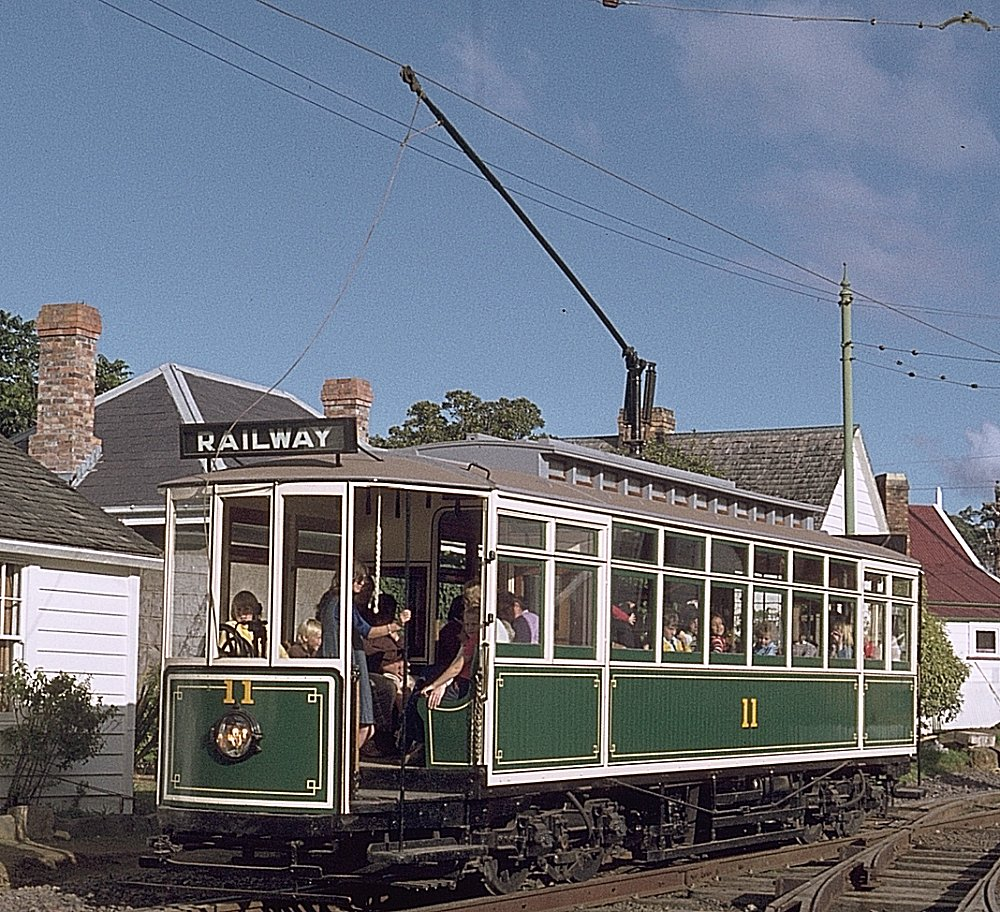
Für Auckland in Neuseeland gebauer Straßenbahnwagen von Brush aus dem Jahre 1902

Der Name des Unternehmens wurde nach dem Umzug nach Loughborough in Brush Electrical Engineering Company geändert. Anfänglich wurde nur die Fertigung größerer Teile aus Lambeth abgezogen, aber bereits 1895 war der größte Teil der Produktion in die Falcon Works verlegt. In den Jahren 1900 und 1901 wurden große Erweiterungen für die Fertigung von Straßenbahnen angelegt. 1914 wurden die Werke in Lambeth endgültig geschlossen.
Brush baute auch kleine Dampflokomotiven für den Rangierdienst und Schienenfahrzeuge für den Fernverkehr. Anfang des 20. Jahrhunderts stieg das Unternehmen in die Fertigung von Dampfturbine ein und baute Parson- und Ljungströmturbinen. Für den Turbinenbau wurde 1921 die größte Halle des Werks gebaut, die Cathedral (deutsch: „Kathedrale“) genannt wird.
Die Fertigung von Automobilen war nicht besonders erfolgreich, denn von dem 1901 bis 1905 entwickelten Brushmobile mit Vauxhall-Motor wurden nur sechs Stück gebaut. Lastkraftwagen und Omnibusse waren erfolgreicher, deren Produktion wurde aber 1907 auch wieder eingestellt. Bis dahin waren 100 Omnibusse gebaut, die in London und Birmingham im Einsatz standen. Die Busse waren eine der ersten erfolgreichen Konstruktionen mit Verbrennungsmotor, die 1905 bereits Allradantrieb aufwiesen. Die Herstellung von Aufbauten ging auch nach der Einstellung der Fahrgestellfertigung weiter.
Im Jahre 1906 wurde eine umfassende Palette von Produkten hergestellt, die Dampfmaschinen, Dampfturbinen, elektrischen Generatoren, Schaltanlagen, Elektromotoren, kleine Elektro- und Dampflokomotiven, Reisezugwagen für den Fernverkehr und für Untergrundbahnen, Güterwagen, Straßenbahnwagen, Straßenbahnwagenuntergestelle und Omnibus-Aufbauten umfasste. Auf dem mehr als 13 Hektaren großen Werksgelände wurden 1912 1200 Straßenbahnuntergestelle und 750 Straßenbahnwagen gebaut.

#### Erster und Zweiter Weltkrieg

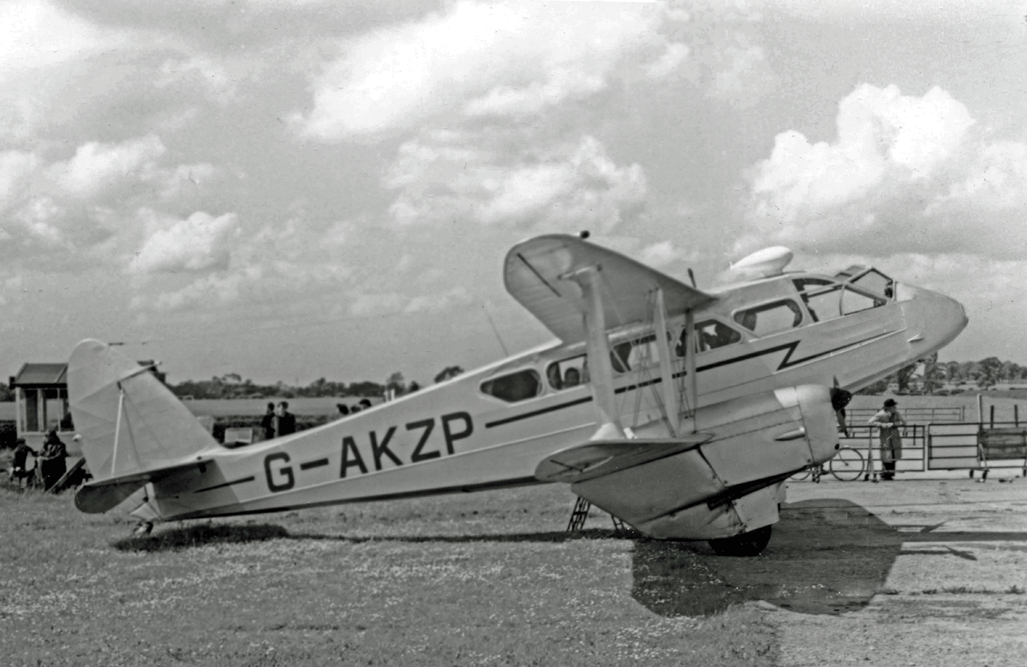
Von Brush gebaute De Havilland DH.89 Dragon Rapide

Vor dem Ersten Weltkrieg hielt sich der Erlös aus der Fertigung von Straßenbahnen und elektrischen Erzeugnissen ungefähr die Waage. Das Werk beschäftigte ungefähr 2000 Mitarbeiter. Während des Krieges fertigte Brush hauptsächlich Munition, aber auch Fahrzeugaufbauten und Flugzeuge. Die Herstellung von Eisenbahnfahrzeugen ging zurück aufgrund steigender Konkurrenz und dem größeren Bedarf an Produktionskapazität für Dampfturbinen. Die letzte Dampflokomotive wurde 1912 ausgeliefert.
In den Zwischenkriegsjahren waren viele der von Brush hergestellten Produkte nicht mehr gefragt. Der Aufschwung des Omnibusses nach 1918 führte zu einem Rückgang in der Straßenbahn-Fertigung, so dass der letzte Straßenbahnwagen 1936 das Werk verließ. Die Fertigung von Turbinen erlebte nach dem Krieg einen Aufschwung und es wurden jährlich 20 Maschinen in der Leistungsklasse 1,5 bis 5 MW an städtische Werke und Industrieunternehmen ausgeliefert. Der Bedarf ging aber nach 1926 zurück, als eine nationale Energieversorgung aufgebaut wurde und die von Brush hergestellten Turbinen für die Anwendung in den neu errichteten Kraftwerken zu klein waren.
1935 wurde versucht, die Fertigung zu diversifizieren, indem Brush die Fertigung des Motorenherstellers Petter & Sons übernahm und dessen Produktion von Yeovil nach Loughborough verlegte. In diesen Jahren beschäftigte das Werk 1500 Mitarbeiter auf einem Gelände von 14 Hektaren.
Im Zweiten Weltkrieg wurden mehrere 10.000 Militärfahrzeuge und einige Tausend Omnibus-Aufbauten gefertigt. Weiter wurden zweimotorige Flugzeuge des Typs Dragon Rapide nach Plänen von De Havilland gefertigt, sowie Hampden- und Lancaster-Bomber repariert.

#### Nach dem Zweiten Weltkrieg

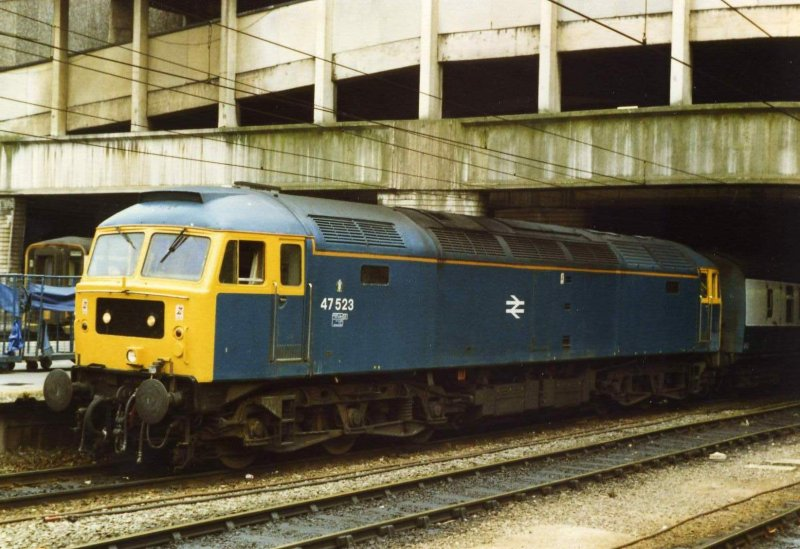
In den 1960er Jahren von Brush gebaute Diesellokomotive der BR-Klasse 47

Nach dem Zweiten Weltkrieg stieg nach vielen Jahren schwacher Nachfrage die Produktion von Elektrogroßmaschinen und -anlagen wieder an, so dass die Verluste während der Kriegsjahre wieder wettgemacht werden konnten und Investitionen in die Energieerzeugungssparte getätigt wurden. Im Jahre 1947 wurde die Fertigung von vierrädrigen Elektrofahrzeugen aufgenommen. Im selben Jahr nahm Brush zusammen mit W. G. Bagnall die Fertigung von Diesel- und Elektrolokomotiven auf. Die Arbeitsgemeinschaft wurde ab 1951 Brush-Bagnall Traction Ltd, ab 1955 Brush Traction Ltd genannt.
1950 übernahm Brush die Hälfte des Dieselmotorherstellers National Gas & Oil Engine Company Ltd von Associated British Engineering, einer Gesellschaft, die aus dem nicht übernommenen Teil von Petter & Sons hervorging und eine Mehrheitsbeteiligung an Brush Electrical Engineering hatte. Die Neuakquisition wurde in die Tochtergesellschaft Brush ABOE Group eingebracht, wobei ABOE die Abkürzung für Associated British Oil Engine Company war. Weiter kamen der Hersteller kleiner Elektromotoren Hopkinson Electric Company Ltd und der Dieselmotorhersteller Vivian Diesels & Munitions Company Ltd aus Kanada zur Brush-Gruppe. Brush stellte in diesen Jahren vor allem wasser- und luftgekühlte Dieselmotoren in der Leistungsklasse 3 bis 3000 PS her, welche Generatoren zur Stromerzeugung oder Bewässerungspumpen antrieben. 1951 wurde mehr als 70 % der Produktion exportiert, hauptsächlich in die britischen Kolonien, wie zum Beispiel Indien. Brush war nun der größte Dieselmotorhersteller außerhalb der USA.

### Brush Group

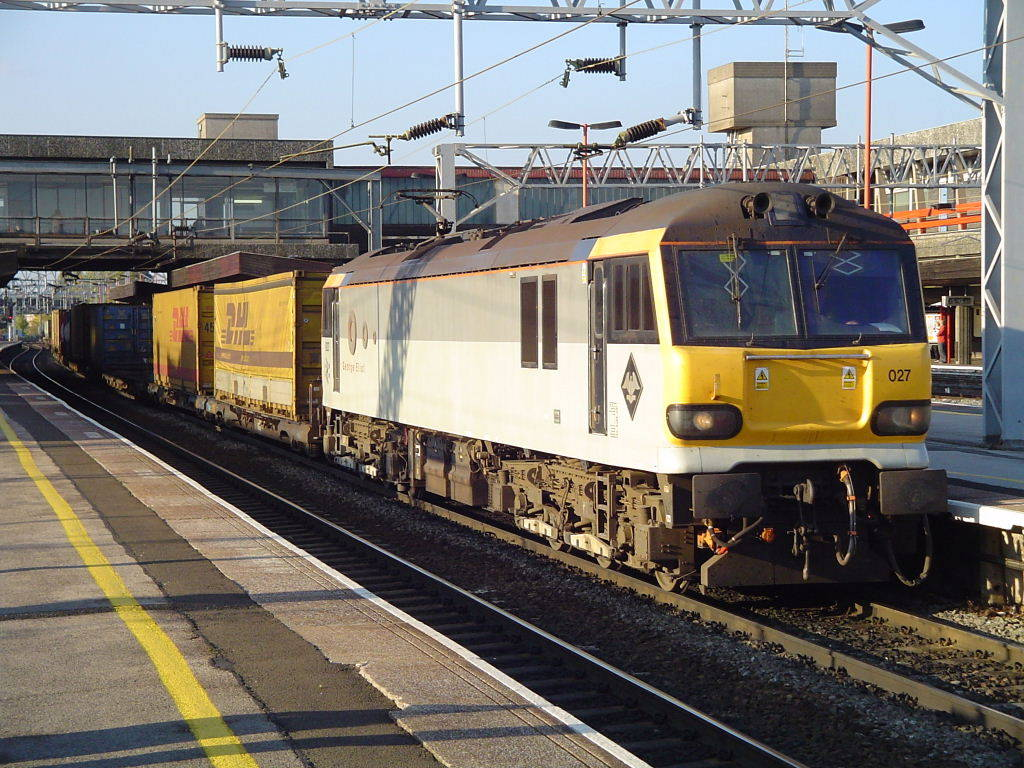
In den 1990er Jahren gebaute Lokomotive der BR-Klasse 92 für den Güterverkehr durch den Eurotunnel

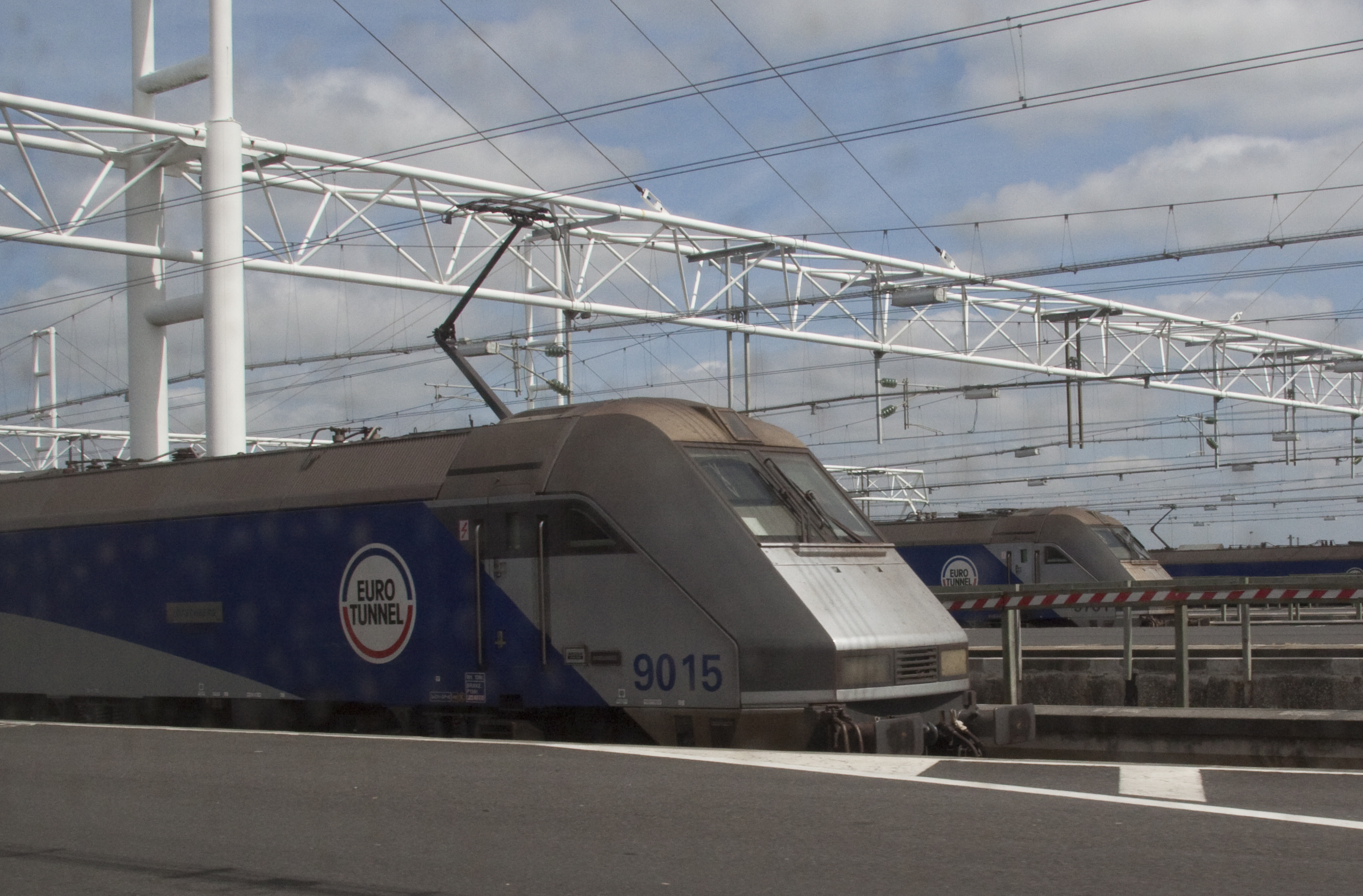
Eurotunnel-Lokomotive für die Autozüge

Im Jahre 1954 wird die Brush Electrical Engineering Company in The Brush Group Ltd umbenannt. 1957 kauft Brush Fuller Electric, ein weiterer Hersteller von kleinen Elektromotoren. Im selben Jahr übernimmt Hawker Siddeley das Unternehmen. Die Produktpalette umfasste Turbogeneratoren, Schenkelpolmaschinen, Induktionsmotoren, Fahrmotoren und Generatoren für Diesellokomotiven, Lokomotiven, Schaltanlagen, Transformatoren und Sicherungen. 1959 wird der Elektromotorenhersteller Veritys aus Birmingham übernommen. 1960 beschäftigten die Falcon Works 4300 Mitarbeiter auf dem 16 ha großen Firmengelände. Der Schwerpunkt der Produktion liegt nun auf elektrotechnischen Produkten für die Energieerzeugung.
1971 werden die einzelnen Sparten der Hawker Siddeley Electric Power Group in separate Firmen ausgelagert. Es entstehen Brush Electrical Machines Ltd, Brush Switchgear Ltd und Brush Transformers Ltd. 1973 wird aus Brush Switchgear Ltd die Brush Fusegear Ltd abgespaltet. Das Werk in Loughborough beschäftigt etwa 5000 Mitarbeiter. Ende der 1980er Jahre erhielt Brush größere Aufträge zum Bau von Lokomotiven für British Rail und Eurotunnel.
Im November 1991 wird die Hawker Siddeley Electric Power Group mit einer feindlichen Übernahme in BTR Industries integriert – ein Unternehmen, das aus der britischen Niederlassung des Reifenherstellers Goodrich hervorgegangen ist und sich in den 1980er Jahren durch Aufkauf von anderen Firmen in ein Industrie-Mischkonzern gewandelt hatte. Die Brush-Firmen werden in die BTR Electric Power Group integriert.

### Brush Traction
Unter BTR Industries wird aus der Brush Electrical Machines Ltd die Brush Traction Ltd abgespaltet, doch nach der Übernahme der Brush-Firmen durch FKI im Jahre 1996 wird Brush Traction wieder eine Abteilung von Brush Electrical Machines Ltd. Im Jahre 2008 wird FKI, die Muttergesellschaft der Brush-Firmen, von der Beteiligungsgesellschaft Melrose Industries übernommen. Im Februar 2011 erwirbt Wabtec das Unternehmen.

## Lokomotiven
- BR-Klasse 31, Brush Type 2, Diesellok
- BR-Klasse 47, Brush Type 4, Diesellok
- BR-Klasse 53, Falcon, Diesellok
- BR-Klasse 57, Aufgearbeitete Lokomotiven der Klasse 47
- BR-Klasse 60, Diesellok
- BR-Klasse 89, Prototyp-E-Lok
- BR-Klasse 92, Zweisystemlok in Zusammenarbeit mit ABB (Schweiz) für den Einsatz im Eurotunnel
- Eurotunnel-Klasse 9, Triebkopf des Eurotunnel Le Shuttle, gebaut in Zusammenarbeit mit ABB (Schweiz)